# Boesenbergia albolutea
Boesenbergia albolutea là một loài thực vật có hoa trong họ Gừng. Loài này được John Gilbert Baker mô tả khoa học đầu tiên năm 1894 dưới danh pháp Gastrochilus albo-luteus (in là Gastrochilus albo-lutens, nhưng điều này có thể chỉ là lỗi chính tả do alboluteus / albo-luteus trong tiếng Latinh nghĩa là màu vàng nghệ ánh trắng, trong khi albolutens / albo-lutens là vô nghĩa). Năm 1913, Friedrich Richard Rudolf Schlechter chuyển nó sang chi Boesenbergia với danh pháp tổ hợp là Boesenbergia albo-lutea (= Boesenbergia albolutea). Tuy nhiên, hiện tại cả IPNI và ZRC đều sử dụng danh pháp Boesenbergia albolutens.

## Mẫu định danh
Mẫu định danh: Man E.H. s. n.; là cây trồng tại Kew thu thập ngày 26 tháng 6 năm 1894, barcode: K000640518; nguyên là cây thu thập năm 1889 từ quần đảo Andaman và gửi về Vườn Thực vật Hoàng gia tại Kew.

## Phân bố
Loài bản địa quần đảo Andaman, Ấn Độ. Môi trường sống không rõ (khoảng 6-7 lần cố gắng kiếm lại loài này trong giai đoạn 1998-2018 đều không thành công), nhưng cao độ không quá 730 m. Schlechter cho rằng loài này có ở Selangor, nhưng điều này có lẽ là không chính xác.

## Mô tả
Năm 1890 Baker ghi nhận Gastrochilus là danh từ giống cái, giống như Wallich (1829) và Kuntze (1891); nhưng trong bài viết năm 1894 thì ông cho rằng nó là danh từ giống đực, khi viết G. pulcherrimus và G. longiflorus.
Tương tự về kiểu phát triển như G. pulcherrimus và G. longiflorus, nhưng hoa nhỏ hơn, với cánh môi phẳng màu trắng, gờ màu vàng tươi. Lá 2 tới thành chùm, cuống lá thẳng đứng, xẻ rãnh sâu, dài 7,5–10 cm; phiến lá tỏa ngang, thuôn dài, nhẵn nhụi, dài 10–13 cm, mặt màu xanh lục sẫm, gờ màu ánh trắng, lưng màu xanh lục nhạt. Hoa 2 tới 3 tới thành chùm, mọc từ thân rễ, giữa các cuống lá. Ống tràng màu trắng, hình trụ, dài 3,8 cm; 3 thùy, đứng ở phía trước, hình mác, màu trắng. Các nhị lép phía trên ngắn hơn thùy tràng hoa;  cánh môi phía dưới phẳng, rộng, thuôn dài, dài 1,9 cm, rộng 1,3 cm, màu trắng, với gờ trung tâm màu vàng tươi và các gân màu tía mờ nhạt. Nhị và vòi nhụy ngắn hơn thùy tràng hoa.